# Stijn De Bock
Pour les articles homonymes, voir Bock (homonymie).
Stijn De Bock, né le 30 septembre 1993 à Zele, est un coureur cycliste belge.

## Biographie
Lors de ses deux premières saisons espoirs (moins de 23 ans), Stijn De Bock évolue dans la formation Soenens-Construkt Glas. Il court ensuite dans le club Van der Vurst Development, renommé Van Der Vurst-Hiko en 2015. En 2016, il intègre la structure Baguet-MIBA Poorten-Indulek-Derito. 
En 2017, il rejoint l'équipe continentale Cibel-Cebon. Bon sprinteur, il se distingue en obtenant diverses victoires dans des interclubs et des compétitions régionales. Il devient par ailleurs champion de Belgique dans la catégorie des élites sans contrat. La même année, il termine deuxième du Mémorial Philippe Van Coningsloo ou encore neuvième de la Flèche du port d'Anvers sur le circuit UCI. 
En 2018, il s'impose sur la kermesse professionnelle de Verrebroek. Il rejoint ensuite l'équipe continentale anglaise Canyon Eisberg en 2019. Sous ses nouvelles couleurs, il gagne le Grote Prijs Dr. Eugeen Roggeman, une kermesse professionnelle disputée à Stekene. Pour la saison 2020, il signe avec l'équipe Tarteletto-Isorex.

## Palmarès et résultats

### Palmarès par année
- 2016
  - 2e de la Zandberg Classic
- 2017
  -  Champion de Belgique des élites sans contrat
  - Grand Prix Etienne De Wilde
  - Wingene Koers
  - Grote Prijs Nieuwkerken-Waas
  - Oost-Vlaamse Sluitingsprijs
  - 2e du Mémorial Philippe Van Coningsloo
  - 2e du Grote Prijs Dr. Eugeen Roggeman
  - 3e de la Zuidkempense Pijl
  - 3e du Kernen Omloop Echt-Susteren
- 2018
  - Grote Prijs Wase Polders
  - 2e du Grote Prijs Nieuwkerken-Waas
  - 3e du Grand Prix Lanssens
- 2019
  - Grote Prijs Dr. Eugeen Roggeman
  - 2e du Grote Prijs Potterie Tienen
- 2021
  - 3e de la Coupe Marcel Indekeu
- 2022
  - Grote Prijs De Lijsterbes

### Classements mondiaux
| Année                                 | 2017  | 2018  |
| ------------------------------------- | ----- | ----- |
| Classement mondial                    | 1001e | 2814e |
| UCI Europe Tour                       | 632e  | 1863e |
|                                       |       |       |
| Légende : nc = non classéSource : UCI |       |       |